# 查古拉克島

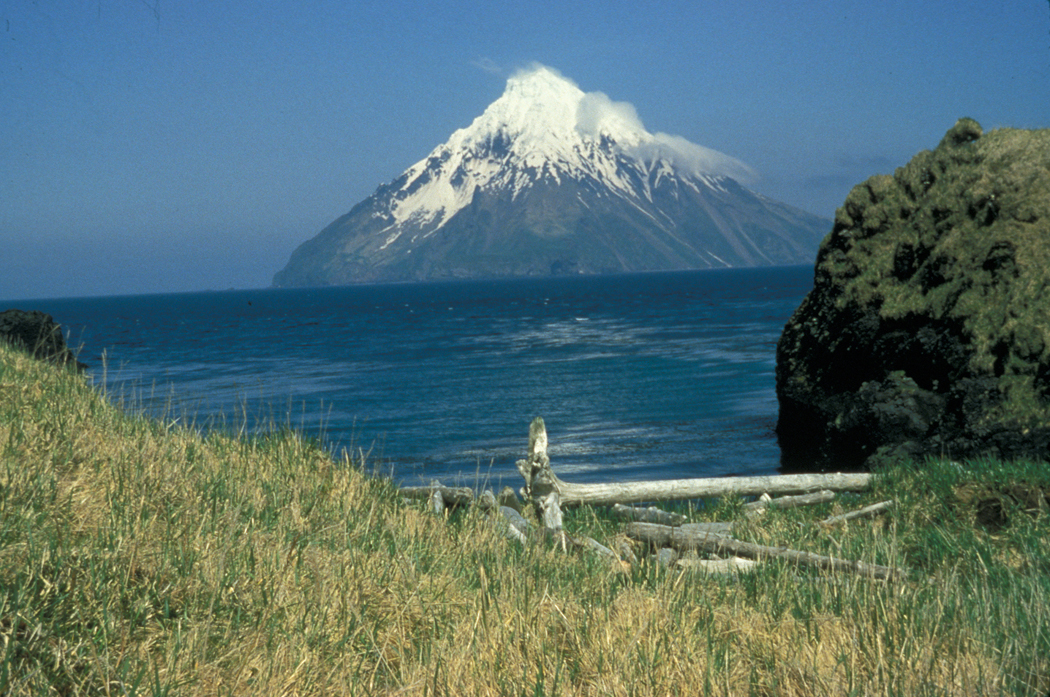

查古拉克島是美國的火山島，位於太平洋海域，屬於四山群島的一部分，由阿拉斯加州負責管轄，長3.1公里，最高點海拔高度1,142米，島上無人居住。
52°34′20″N 171°08′29″W / 52.57222°N 171.14139°W